# Улица Курсанта Еськова
Улица Курсанта Еськова (укр. Вулиця Курсанта Єськова) — улица в Деснянском районе города Чернигова. Пролегает от улицы Лётная до перекрёстка улиц Кольцевая и Анатолия Шкурко (Академика Рыбакова), исторически сложившаяся местность (район) Яловщина.
Примыкают улицы Стрелецкая, Михалевича.

## История
Улица была проложена как безымянная дорога через специальные территории. В 1990-е годы улица получила современное название — в честь курсанта Черниговского высшего военного авиационного училища лётчиков Романа Еськова.
В 2000-е годы начал строиться квартал многоэтажной жилой застройки.
Согласно концепции развития озеленения города Чернигова на 2012-2025 годы, предполагается реконструкция зелёной зоны и благоустройства вдоль начала улицы Еськова под «бульвар Авиаторов», что непосредственно южнее площади Авиаторов.

## Застройка
Улица пролегает в северном направлении, в конце делает поворот в северо-восточном и пересекает реку Стрижень. Улица с Стрелецкой улицей образовывает площадь Авиаторов. Большая часть улицы пролегает через специальные территории (военные части А4444 и А1710, Черниговский лицей с усиленной военно-физической подготовкой — бывшее Черниговское высшее военное авиационное училище лётчиков), огибает восточнее территорию 171-го завода. Застройка представлена кварталом многоэтажной (9-10-этажные дома) жилой застройки. Северная часть улицы проходит через терииторию садовых товариществ. 
Учреждения:
1. дом № 5/1 — корпус Национального университета «Черниговская политехника»
2. дом № 9 — военная часть А1710

Мемориальные доски:
1. дом № 10 — участнику антитеррористической операции на востоке Украины Владимиру Владимировичу Близнюку — на доме, где жил (1992-2014)